# Panthera leo bleyenberghi
El león de Katanga (Panthera leo bleyenberghi), también conocido como león de Angola, es una subpoblación del león de África meridional bastante aceptada por los autores, presente en el centro y sur del continente africano. Se distribuye por el sur de la República Democrática del Congo (en la región de Katanga, de ahí su nombre común), el este de Angola, el oeste de Zambia y Zimbabue, el norte de Namibia (Parque nacional Etosha), y Botsuana (Delta del Okavango). Algunos leones de esta área están especializados en cazar búfalos.

## Descripción
El tamaño promedio para los machos en Zimbabue es de 2,75 m Aun así, F. C. Selous cazó un gran macho en Hartley hills, Zimbabue, el cual tenía 302 cm de longitud y 112 cm de altura a los hombros. Se registró un peso promedio de 202 kg. (n=18) para los leones machos en Zimbabue, y de entre las 18 muestras el más pesado en Zimbabue fue un león que alcanzó los de 242 kg. Recientemente se descubrió una manada de leones denominada “Tsaro”, que habita el delta del Okavango, en Botsuana, las cuales sobre la base de su tamaño corporal a los dos machos residentes se le estimó entre 250 kg, y a las hembras 171 kg, similar al peso promedio de los leones machos adultos que habitan el este de África, otro de los machos registrado en Botsuana obtuvo un peso de 284 kg. Un estudio reciente realizado en el Parque nacional Etosha, en Namibia, de tan sólo 4 machos arrojó como resultado una longitud máxima de 303 cm medidos en línea recta desde la nariz hasta la punta de la cola. El león más largo fue un macho de melena negra capturado por G. Gladney cerca de Mucsso (en el sur de Angola) en octubre de 1973 que pesó 335 kg. El león más pesado conocido fue un antropófago abatido en Botsuana, que pesaba 385 kg.